# Grand Prix automobile de Chine 2012
GP précédent GP suivant
Le Grand Prix automobile de Chine 2012 (2012 Formula 1 UBS Chinese Grand Prix), disputé le 15 avril 2012 sur le circuit international de Shanghai, est la 861e épreuve du championnat du monde de Formule 1 courue depuis 1950. Il s'agit de la neuvième édition du Grand Prix de Chine comptant pour le championnat du monde de Formule 1 et de la troisième manche du championnat 2012.
Lors de la séance de qualifications, Nico Rosberg, pilote Mercedes, décroche la première pole position de sa carrière pour sa cent onzième tentative et part en première ligne aux côtés de son coéquipier Michael Schumacher. Il domine la course grâce à une stratégie décalée et remporte sa première victoire en Formule 1, cinquante-sept ans après le dernier succès de son écurie dans la discipline. Sur le podium, il est accompagné des deux pilotes McLaren, Jenson Button et Lewis Hamilton, ce dernier profitant de son troisième podium en trois courses pour s'emparer de la tête du championnat du monde des pilotes avec 45 points, devant Button (43 points) et Fernando Alonso (37 points). Plus loin dans le classement, Romain Grosjean termine sixième de l'épreuve et inscrit ses premiers points en Formule 1. À l'issue de la course, dix-sept des vingt-quatre pilotes en lice au championnat ont marqué au moins un point.
Chez les constructeurs, McLaren conforte sa première place avec 88 points, devant Red Bull (64 points) et Ferrari (37 points). À la fin du Grand Prix, neuf des douze écuries engagées au championnat ont marqué des points, Caterham, Marussia et HRT n'en ayant pas encore inscrit.

## Contexte avant le Grand Prix

### DRS
Comme en Malaisie, la FIA annonce que le circuit de Shanghai ne comptera qu'une zone d'activation de l'aileron arrière ajustable (Drag Reduction System). Le point de détection est fixé au virage no 12 et l'outil peut être activé dans la ligne droite suivant le virage no 13. La zone d'activation est plus courte que l'année précédente : alors que le DRS était autorisé sur une distance de 904 m en 2011, les pilotes n'ont plus droit qu'à 752 m cette année.

## Essais libres

### Première séance, le vendredi de 10 h à 11 h 30
| Pos. | Pilote             | Voiture          | Chrono         | Écart     |
| ---- | ------------------ | ---------------- | -------------- | --------- |
| 1    | Lewis Hamilton     | McLaren-Mercedes | 1 min 37 s 106 |           |
| 2    | Nico Rosberg       | Mercedes         | 1 min 38 s 116 | + 1 s 010 |
| 3    | Michael Schumacher | Mercedes         | 1 min 38 s 316 | + 1 s 210 |
| 4    | Sergio Pérez       | Sauber-Ferrari   | 1 min 38 s 584 | + 1 s 478 |
| 5    | Kamui Kobayashi    | Sauber-Ferrari   | 1 min 38 s 911 | + 1 s 805 |
| 6    | Mark Webber        | Red Bull-Renault | 1 min 38 s 977 | + 1 s 871 |

La température ambiante et celle de la piste sont toutes deux de 14 °C au départ de la première séance d'essais libres du Grand Prix de Chine. Comme la piste reste mouillée après les pluies de la nuit, tous les pilotes effectuent leur tour d'installation en pneumatiques intermédiaires. Mark Webber établit les premiers temps de référence alors que la session est entamée depuis plus d'une demi-heure. Il tourne en 1 min 44 s 542 et améliore par deux fois en 1 min 40 s 647 et 1 min 39 s 558. Il doit interrompre sa série de tours lorsqu'une nouvelle averse tombe sur le circuit,,.
Après l'averse, la piste est devenue trop humide pour chausser des pneus pour le sec, mais ne semble pas assez mouillée pour les pneus intermédiaires. De nombreux pilotes choisissent donc de ne pas prendre la piste. Mark Webber améliore son temps dans les derniers instants de la séance en tournant en 1 min 38 s 977. Il est accompagné en piste par Lewis Hamilton qui améliore à deux reprises en 1 min 38 s 146 puis 1 min 37 s 106. Au drapeau à damier, Hamilton devance Nico Rosberg et Michael Schumacher,,.
- Valtteri Bottas, pilote essayeur chez Williams F1 Team, a remplacé Bruno Senna lors de cette séance d'essais.
- Giedo van der Garde, pilote essayeur chez Caterham F1 Team, a remplacé Vitaly Petrov lors de cette séance d'essais.
- Jules Bianchi, pilote essayeur chez Force India, a remplacé Paul di Resta lors de cette séance d'essais.

### Deuxième séance, le vendredi de 14 h à 15 h 30
| Pos. | Pilote             | Voiture          | Chrono         | Écart     |
| ---- | ------------------ | ---------------- | -------------- | --------- |
| 1    | Michael Schumacher | Mercedes         | 1 min 35 s 973 |           |
| 2    | Lewis Hamilton     | McLaren-Mercedes | 1 min 36 s 145 | + 0 s 172 |
| 3    | Sebastian Vettel   | Red Bull-Renault | 1 min 36 s 160 | + 0 s 187 |
| 4    | Mark Webber        | Red Bull-Renault | 1 min 36 s 433 | + 0 s 460 |
| 5    | Nico Rosberg       | Mercedes         | 1 min 36 s 617 | + 0 s 644 |
| 6    | Jenson Button      | McLaren-Mercedes | 1 min 36 s 711 | + 0 s 738 |

La température de l'air est de 14 °C et la piste est à 15 °C au départ de la deuxième séance d'essais libres. Tous les pilotes s'élancent dès l'ouverture de la piste et Sergio Pérez réalise le premier temps de référence en 1 min 38 s 785. Il est successivement battu par Jenson Button (1 min 38 s 025), Daniel Ricciardo (1 min 37 s 859), Lewis Hamilton (1 min 36 s 814) et Sebastian Vettel à deux reprises (1 min 36 s 578 et 1 min 36 s 160),,.
Alors qu'il reste une demi-heure avant le drapeau à damier, Michael Schumacher prend la tête en 1 min 35 s 973 grâce à ses pneus tendres. Aucun pilote ne parvient à améliorer et, en fin de session, Schumacher devance Lewis Hamilton, Sebastian Vettel, Mark Webber, Nico Rosberg et Jenson Button,,.
Lors de cette séance, Timo Glock, pilote Marussia, est victime d'une violente sortie de piste au freinage du premier virage où il perd son aileron avant. Comme cette pièce fait partie des évolutions apportées par l'écurie à Shanghai, elle craint un dysfonctionnement et décide d'arrêter Charles Pic pour procéder à un examen de son aileron. Après enquête, il apparaît que les mécaniciens n'ont pas respecté la nouvelle procédure de montage. De nombreuses autres sorties de piste émaillent la séance mais tous les pilotes impliqués réussissent à reprendre la piste,,.

### Troisième séance, le samedi de 11 h à 12 h
| Pos. | Pilote             | Voiture          | Chrono         | Écart     |
| ---- | ------------------ | ---------------- | -------------- | --------- |
| 1    | Lewis Hamilton     | McLaren-Mercedes | 1 min 35 s 940 |           |
| 2    | Jenson Button      | McLaren-Mercedes | 1 min 36 s 063 | + 0 s 123 |
| 3    | Nico Rosberg       | Mercedes         | 1 min 36 s 389 | + 0 s 449 |
| 4    | Michael Schumacher | Mercedes         | 1 min 36 s 512 | + 0 s 572 |
| 5    | Mark Webber        | Red Bull-Renault | 1 min 36 s 635 | + 0 s 695 |
| 6    | Pastor Maldonado   | Williams-Renault | 1 min 36 s 765 | + 0 s 825 |

La température de l'air est de 20 °C et la piste est à 21 °C au départ de la dernière séance d'essais libres. Il ne pleut pas et la piste est totalement sèche. Si tous les pilotes s'élancent immédiatement en piste pour boucler un tour d'installation, il faut attendre un quart d'heure pour que Narain Karthikeyan établisse le premier temps de référence en 1 min 43 s 624,,.
Ce temps est amélioré par Sergio Pérez (1 min 37 s 853), Kimi Räikkönen (1 min 37 s 276), Nico Rosberg (1 min 36 s 985) puis Mark Webber (1 min 36 s 879),,.
Alors qu'il ne reste plus que vingt-cinq minutes avant le drapeau à damier, les premiers pneus tendres sont montés sur les monoplaces et Michael Schumacher prend la tête en 1 min 36 s 512. Son équipier Nico Rosberg le déloge immédiatement en 1 min 36 s 389. Jenson Button améliore en toute fin de séance à deux reprises (1 min 36 s 262 et 1 min 36 s 063) mais doit céder la tête à son coéquipier Lewis Hamilton en 1 min 35 s 940. Hamilton devance donc Button, Rosberg et Schumacher,,.

## Séance de qualifications

### Résultats des qualifications

#### Session Q1
La température de l'air est de 21 °C, la piste est à 26 °C et sèche au départ de la première phase des qualifications. Les pilotes s'élancent dès l'ouverture de la piste et Paul di Resta réalise le premier temps chronométré en 1 min 38 s 190. Ce temps est rapidement battu par Felipe Massa (1 min 37 s 964) puis par son compatriote brésilien Bruno Senna en 1 min 37 s 851,,.
Romain Grosjean prend ensuite le commandement en 1 min 37 s 521 mais cède sa place à Pastor Maldonado (1 min 37 s 335), Jenson Button (1 min 37 s 165), Lewis Hamilton (1 min 36 s 763) et Mark Webber (1 min 36 s 682). Felipe Massa reprend un temps la tête (1 min 36 s 556), de même que Grosjean (1 min 36 s 343) mais Fernando Alonso améliore en 1 min 36 s 292 avant d'être battu par Sergio Pérez en 1 min 36 s 198,,.
Les sept pilotes éliminés sont Narain Karthikeyan, Pedro de la Rosa, Charles Pic, Timo Glock, Heikki Kovalainen, Vitaly Petrov et Jean-Éric Vergne,,.

#### Session Q2
Les dix-sept pilotes qualifiés pour cette seconde phase de qualification ont tous chaussé leurs pneus tendres et se relancent en piste dès son ouverture. Kamui Kobayashi, en 1 min 35 s 962, s'installe en tête du classement mais sa performance est améliorée par Kimi Räikkönen (1 min 35 s 921) et Nico Rosberg (1 min 35 s 725). Michael Schumacher réalise le deuxième temps et les deux pilotes Mercedes, qui occupent les deux premières places, ne ressortent pas pour une deuxième tentative,,.
Les pilotes McLaren et Red Bull Racing tournent jusqu'à la fin de la session et Mark Webber, au volant de la nouvelle évolution de la Red Bull RB8, boucle son meilleur tour en 1 min 35 s 700. Les sept pilotes éliminés sont Sebastian Vettel (au volant de l'ancienne version de la RB8), Felipe Massa, Pastor Maldonado, Bruno Senna, Paul di Resta, Nico Hülkenberg et Daniel Ricciardo,,.

#### Session Q3
Kimi Räikkönen, Lewis Hamilton, Nico Rosberg et Michael Schumacher se relancent immédiatement alors que les autres pilotes attendent la fin de la session pour effectuer un seul tour chronométré. Räikkönen établit le premier tour chronométré en 1 min 35 s 898 mais est aussitôt battu par Rosberg en 1 min 35 s 121,,.
Il reste moins de quatre minutes lorsque les autres pilotes prennent la piste tandis que Rosberg ne se relance pas. Personne ne parvient à battre son temps et il réalise la première pole position de sa carrière, la première de Mercedes depuis son retour en 2010. Lewis Hamilton obtient le deuxième temps mais s'élancera de la septième position à cause de sa pénalité pour changement de boîte de vitesses. Michael Schumacher se hisse ainsi en première ligne au côté de son équipier tandis que Kamui Kobayashi, troisième sur la grille, réalise sa meilleure qualification depuis ses débuts en Formule 1,,.

### Grille de départ
| Pos.                                                                                      | Pilote                  | Écurie               | Qualifications 1 | Qualifications 2 | Qualifications 3 |
| ----------------------------------------------------------------------------------------- | ----------------------- | -------------------- | ---------------- | ---------------- | ---------------- |
| 1                                                                                         | Nico Rosberg SREC       | Mercedes             | 1 min 36 s 875   | 1 min 35 s 725   | 1 min 35 s 121   |
| 2                                                                                         | Lewis Hamilton SREC     | McLaren-Mercedes     | 1 min 36 s 763   | 1 min 35 s 902   | 1 min 35 s 626   |
| 3                                                                                         | Michael Schumacher SREC | Mercedes             | 1 min 36 s 797   | 1 min 35 s 794   | 1 min 35 s 691   |
| 4                                                                                         | Kamui Kobayashi SREC    | Sauber-Ferrari       | 1 min 36 s 863   | 1 min 35 s 853   | 1 min 35 s 784   |
| 5                                                                                         | Kimi Räikkönen SREC     | Lotus-Renault        | 1 min 36 s 850   | 1 min 35 s 921   | 1 min 35 s 898   |
| 6                                                                                         | Jenson Button SREC      | McLaren-Mercedes     | 1 min 36 s 746   | 1 min 35 s 942   | 1 min 36 s 191   |
| 7                                                                                         | Mark Webber SREC        | Red Bull-Renault     | 1 min 36 s 682   | 1 min 35 s 700   | 1 min 36 s 290   |
| 8                                                                                         | Sergio Pérez SREC       | Sauber-Ferrari       | 1 min 36 s 198   | 1 min 35 s 831   | 1 min 36 s 524   |
| 9                                                                                         | Fernando Alonso SREC    | Ferrari              | 1 min 36 s 292   | 1 min 35 s 982   | 1 min 36 s 622   |
| 10                                                                                        | Romain Grosjean SREC    | Lotus-Renault        | 1 min 36 s 343   | 1 min 35 s 903   | Pas de temps     |
| 11                                                                                        | Sebastian Vettel SREC   | Red Bull-Renault     | 1 min 36 s 911   | 1 min 36 s 031   |                  |
| 12                                                                                        | Felipe Massa SREC       | Ferrari              | 1 min 36 s 556   | 1 min 36 s 255   |                  |
| 13                                                                                        | Pastor Maldonado SREC   | Williams-Renault     | 1 min 36 s 528   | 1 min 36 s 283   |                  |
| 14                                                                                        | Bruno Senna SREC        | Williams-Renault     | 1 min 36 s 674   | 1 min 36 s 289   |                  |
| 15                                                                                        | Paul di Resta SREC      | Force India-Mercedes | 1 min 36 s 639   | 1 min 36 s 317   |                  |
| 16                                                                                        | Nico Hülkenberg SREC    | Force India-Mercedes | 1 min 36 s 921   | 1 min 36 s 745   |                  |
| 17                                                                                        | Daniel Ricciardo SREC   | Toro Rosso-Ferrari   | 1 min 36 s 933   | 1 min 36 s 956   |                  |
| 18                                                                                        | Jean-Éric Vergne SREC   | Toro Rosso-Ferrari   | 1 min 37 s 714   |                  |                  |
| 19                                                                                        | Heikki Kovalainen SREC  | Caterham-Renault     | 1 min 38 s 463   |                  |                  |
| 20                                                                                        | Vitaly Petrov SREC      | Caterham-Renault     | 1 min 38 s 677   |                  |                  |
| 21                                                                                        | Timo Glock              | Marussia-Cosworth    | 1 min 39 s 282   |                  |                  |
| 22                                                                                        | Charles Pic             | Marussia-Cosworth    | 1 min 39 s 717   |                  |                  |
| 23                                                                                        | Pedro de la Rosa        | HRT-Cosworth         | 1 min 40 s 411   |                  |                  |
| 24                                                                                        | Narain Karthikeyan      | HRT-Cosworth         | 1 min 41 s 000   |                  |                  |
| Temps minimal à réaliser pour la qualification : 1 min 42 s 931 (107 % de 1 min 36 s 198) |                         |                      |                  |                  |                  |

- Lewis Hamilton, auteur du deuxième temps des qualifications, est rétrogradé de cinq places sur la grille de départ à la suite d'un changement de boîte de vitesses avant la première séance d'essais libres. Il s'élance de la septième position sur la grille de départ.

## Course

### Déroulement de l'épreuve
La température de l'air est de 22 °C et la piste est à 24 °C au départ du Grand Prix de Chine. Il ne pleut pas et la piste est sèche. Vingt-trois pilotes sont sur la grille de départ car Jean-Éric Vergne s'élance depuis la voie des stands, son équipe ayant décidé de modifier les réglages de sa voiture. À l'extinction des feux, Nico Rosberg prend un excellent départ depuis la pole position et reste en tête au premier virage. Au premier passage sur la ligne, il devance son coéquipier Michael Schumacher, Jenson Button, Kimi Räikkönen, Lewis Hamilton, Sergio Pérez, Kamui Kobayashi, Fernando Alonso, Mark Webber et Felipe Massa,,.
Nico Rosberg s'échappe rapidement et, au quatrième passage, compte 2 secondes d'avance sur Schumacher, 3 s sur Button, 4 s sur Räikkönen, 5 s sur Hamilton, 6 s sur Pérez, 7 s sur Kobayashi et 8 s sur Alonso. Mark Webber s'arrête pour changer ses pneus dès le sixième tour et reprend la piste en vingtième position avec des pneus durs. Kobayashi, Vettel et Nico Hülkenberg s'arrêtent au neuvième tour, Räikkönen, Hamilton et Vitaly Petrov au tour suivant, Button, Romain Grosjean, Paul di Resta, Pastor Maldonado et Vergne au onzième, Schumacher, Alonso, Bruno Senna et Heikki Kovalainen au douzième et le leader Rosberg au tour suivant. Après cette vague de changements de pneus, Pérez mène la course devant Felipe Massa, aucun des deux ne s'étant arrêté,,.
Pendant ce temps, Michael Schumacher abandonne juste après son changement de pneus car il a été libéré alors que l'écrou à l'avant-droit de sa monoplace n'était pas encore serré. Pérez change ses pneus au seizième tour et Felipe Massa est en tête de la course avec ses pneus durs du départ. Daniel Ricciardo et Pedro de la Rosa changent leurs pneus au dix-septième tour et Massa au passage suivant,,.
Au dix-neuvième tour, Rosberg mène l'épreuve devant Button à 5 secondes, Hamilton à 6 s, Webber à 9 s, Raikkonen à 10 s, Alonso à 11 s, Kobayashi à 15 s, Grosjean à 16 s, Vettel à 17 s et Pérez à 18 s. Mark Webber est à nouveau le premier à lancer la vague de changements de pneus en rentrant au vingt-et-unième tour. Hamilton rentre au tour suivant, Button au vingt-quatrième, Kobayashi au suivant, Alonso au vingt-septième, Räikkönen, Vergne et Kovalainen au suivant, Senna, Petrov et Hülkenberg au trentième, Vettel au suivant, Grosjean, di Resta et de la Rosa au trente-deuxième, Maldonado, Ricciardo, Karthikeyan au trente-troisième, Rosberg et Webber au trente-quatrième (Webber changeant alors pour la troisième fois de pneumatiques) et Pérez au suivant,,.
Jenson Button mène la course mais doit encore s'arrêter une fois alors que Rosberg, à 9 secondes, tente le pari d'aller jusqu'au drapeau à damier avec ses pneus durs. Au trente-septième passage, Button devance Rosberg de 8 secondes, Hamilton est à 13 s, Alonso à 14 s, Massa à 22 s, Räikkönen à 23 s, Kobayashi, Vettel et Grosjean à 24 s, Senna à 29 s, Webber à 31 s et Maldonado à 33 s. Hamilton, Alonso et Kobayashi changent de pneus au trente-huitième tour et Button au suivant. Son arrêt prend énormément de temps et le fait chuter au classement. Rosberg récupère la première place devant Räikkönen et Vettel alors que Button est désormais quatrième après son long arrêt,,.
Au quarante-sixième passage, Rosberg précède Räikkönen, Vettel, Button, Webber, Hamilton, Senna, Grosjean, Maldonado, Alonso, Pérez, di Resta, Kobayashi, Massa et Hülkenberg. Räikkönen, dont les pneumatiques sont complètement détruits, perd pied et chute jusqu'à la quatorzième place. Button, Hamilton et Webber prennent le dessus sur Vettel qui rétrograde en cinquième position. Grosjean dépasse Senna pour le gain de la sixième place et Kobayashi double son coéquipier pour accéder à la dixième place. En moins de dix tours, la hiérarchie en tête est totalement modifiée. Nico Rosberg remporte la première victoire de sa carrière en Formule 1 et devance donc Button, Hamilton, Webber, Vettel, Grosjean, Senna, Maldonado, Alonso et Kobayashi,,.

### Classement de la course
| Pos. | no | Pilote                  | Écurie               | Tours | Temps/Abandon                      | Grille | Points |
| ---- | -- | ----------------------- | -------------------- | ----- | ---------------------------------- | ------ | ------ |
| 1    | 8  | Nico Rosberg SREC       | Mercedes             | 56    | 1 h 36 min 26 s 929 (189,779 km/h) | 1      | 25     |
| 2    | 3  | Jenson Button SREC      | McLaren-Mercedes     | 56    | + 20 s 626                         | 5      | 18     |
| 3    | 4  | Lewis Hamilton SREC     | McLaren-Mercedes     | 56    | + 26 s 012                         | 7      | 15     |
| 4    | 2  | Mark Webber SREC        | Red Bull-Renault     | 56    | + 27 s 924                         | 6      | 12     |
| 5    | 1  | Sebastian Vettel SREC   | Red Bull-Renault     | 56    | + 30 s 483                         | 11     | 10     |
| 6    | 10 | Romain Grosjean SREC    | Lotus-Renault        | 56    | + 31 s 491                         | 10     | 8      |
| 7    | 19 | Bruno Senna SREC        | Williams-Renault     | 56    | + 34 s 597                         | 14     | 6      |
| 8    | 18 | Pastor Maldonado SREC   | Williams-Renault     | 56    | + 35 s 643                         | 13     | 4      |
| 9    | 5  | Fernando Alonso SREC    | Ferrari              | 56    | + 37 s 256                         | 9      | 2      |
| 10   | 14 | Kamui Kobayashi SREC    | Sauber-Ferrari       | 56    | + 38 s 720                         | 3      | 1      |
| 11   | 15 | Sergio Pérez SREC       | Sauber-Ferrari       | 56    | + 41 s 066                         | 8      |        |
| 12   | 11 | Paul di Resta SREC      | Force India-Mercedes | 56    | + 42 s 273                         | 15     |        |
| 13   | 6  | Felipe Massa SREC       | Ferrari              | 56    | + 42 s 779                         | 12     |        |
| 14   | 9  | Kimi Räikkönen SREC     | Lotus-Renault        | 56    | + 50 s 573                         | 4      |        |
| 15   | 12 | Nico Hülkenberg SREC    | Force India-Mercedes | 56    | + 51 s 213                         | 16     |        |
| 16   | 17 | Jean-Éric Vergne SREC   | Toro Rosso-Ferrari   | 56    | + 51 s 756                         | 24     |        |
| 17   | 16 | Daniel Ricciardo        | Toro Rosso-Ferrari   | 56    | + 1 min 03 s 156                   | 17     |        |
| 18   | 21 | Vitaly Petrov SREC      | Caterham-Renault     | 55    | + 1 tour                           | 19     |        |
| 19   | 24 | Timo Glock              | Marussia-Cosworth    | 55    | + 1 tour                           | 20     |        |
| 20   | 25 | Charles Pic             | Marussia-Cosworth    | 55    | + 1 tour                           | 21     |        |
| 21   | 22 | Pedro de la Rosa        | HRT-Cosworth         | 55    | + 1 tour                           | 22     |        |
| 22   | 23 | Narain Karthikeyan      | HRT-Cosworth         | 54    | + 2 tours                          | 23     |        |
| 23   | 20 | Heikki Kovalainen SREC  | Caterham-Renault     | 53    | + 3 tours                          | 19     |        |
| Abd. | 7  | Michael Schumacher SREC | Mercedes             | 12    | Roue avant                         | 2      |        |

### Pole position et record du tour
Nico Rosberg signe la première pole position de sa carrière, Kamui Kobayashi le premier meilleur tour en course de la sienne.
- Pole position :  Nico Rosberg (Mercedes Grand Prix) en 1 min 35 s 121 (206,301 km/h)[27].
- Meilleur tour en course :  Kamui Kobayashi (Sauber-Ferrari) en 1 min 39 s 960 au quarantième tour[28].

### Tours en tête
Parti en pole position, Nico Rosberg conserve son avantage jusqu'à la première vague d'arrêts aux stands et Sergio Pérez en profite pour ravir la première place jusqu'à son propre arrêt. Rosberg récupère alors sa position mais l'abandonne à Jenson Button lorsqu'il rentre à nouveau au stand. Grâce à sa stratégie à deux arrêts, l'Allemand n'est pas inquiété dans les derniers tours et mène largement jusqu'au drapeau à damier.
- Nico Rosberg : 48 tours (1-13 / 17-34 / 40-56)
- Sergio Pérez : 3 tours (14-16)
- Jenson Button : 5 tours (35-39)

## Classements généraux à l'issue de la course
| Pos. | Pilote             | Écurie               | Points |
| ---- | ------------------ | -------------------- | ------ |
| 1    | Lewis Hamilton     | McLaren-Mercedes     | 45     |
| 2    | Jenson Button      | McLaren-Mercedes     | 43     |
| 3    | Fernando Alonso    | Ferrari              | 37     |
| 4    | Mark Webber        | Red Bull-Renault     | 36     |
| 5    | Sebastian Vettel   | Red Bull-Renault     | 28     |
| 6    | Nico Rosberg       | Mercedes             | 25     |
| 7    | Sergio Pérez       | Sauber-Ferrari       | 22     |
| 8    | Kimi Räikkönen     | Lotus-Renault        | 16     |
| 9    | Bruno Senna        | Williams-Renault     | 14     |
| 10   | Kamui Kobayashi    | Sauber-Ferrari       | 9      |
| 11   | Romain Grosjean    | Lotus-Renault        | 8      |
| 12   | Paul di Resta      | Force India-Mercedes | 7      |
| 13   | Pastor Maldonado   | Williams-Renault     | 4      |
| 14   | Jean-Éric Vergne   | Toro Rosso-Ferrari   | 4      |
| 15   | Daniel Ricciardo   | Toro Rosso-Ferrari   | 2      |
| 16   | Nico Hülkenberg    | Force India-Mercedes | 2      |
| 17   | Michael Schumacher | Mercedes             | 1      |

| Pos. | Écurie               | Points |
| ---- | -------------------- | ------ |
| 1    | McLaren-Mercedes     | 88     |
| 2    | Red Bull-Renault     | 64     |
| 3    | Ferrari              | 37     |
| 4    | Sauber-Ferrari       | 31     |
| 5    | Mercedes             | 26     |
| 6    | Lotus-Renault        | 24     |
| 7    | Williams-Renault     | 18     |
| 8    | Force India-Mercedes | 9      |
| 9    | Toro Rosso-Ferrari   | 6      |

## Statistiques
Le Grand Prix de Chine 2012 représente :
- la 1re pole position de sa carrière pour Nico Rosberg[32] ;
- la 1re victoire de sa carrière pour Nico Rosberg[33] ;
- la 10e victoire pour Mercedes en tant que constructeur, la première depuis 1955[34] ;
- la 60e victoire pour Mercedes en tant que motoriste[35] ;
- le 1er meilleur tour en course de sa carrière pour Kamui Kobayashi[36] ;
- les 1ers points en Formule 1 pour Romain Grosjean[37].

Au cours de ce Grand Prix :
- Mark Webber passe la barre des 700 points inscrits en championnat du monde (705,5 points)[38] ;
- Sebastian Vettel passe la barre des 800 points inscrits en championnat du monde (801 points)[39].
- Emanuele Pirro (37 Grands Prix entre 1989 et 1991 et 3 points ; quintuple vainqueur des 24 Heures du Mans) est nommé conseiller des commissaires de course.